# گامونوکومبورا
گامونوکومبورا (به لاتین: Gammunukumbura) یک منطقهٔ مسکونی در سری‌لانکا است که در استان مرکزی (سری‌لانکا) واقع شده‌است.